# Stazione di Spagnuola
La stazione di Spagnuola è una fermata ferroviaria impresenziata posta sulla linea Alcamo Diramazione-Trapani (via Castelvetrano). Serve il centro abitato di Spagnola, frazione del comune di Marsala.
La fermata è dotata del solo binario di corsa e sprovvista di segnalamento.
Il fabbricato viaggiatori, a due elevazioni, è chiuso al pubblico; vi sono una bacheca per gli orari cartacei e una macchina obliteratrice.
La stazione è servita dai treni regionali operati da Trenitalia sulla relazione Trapani-Castelvetrano-Piraineto.